# Teste de Papanicolau

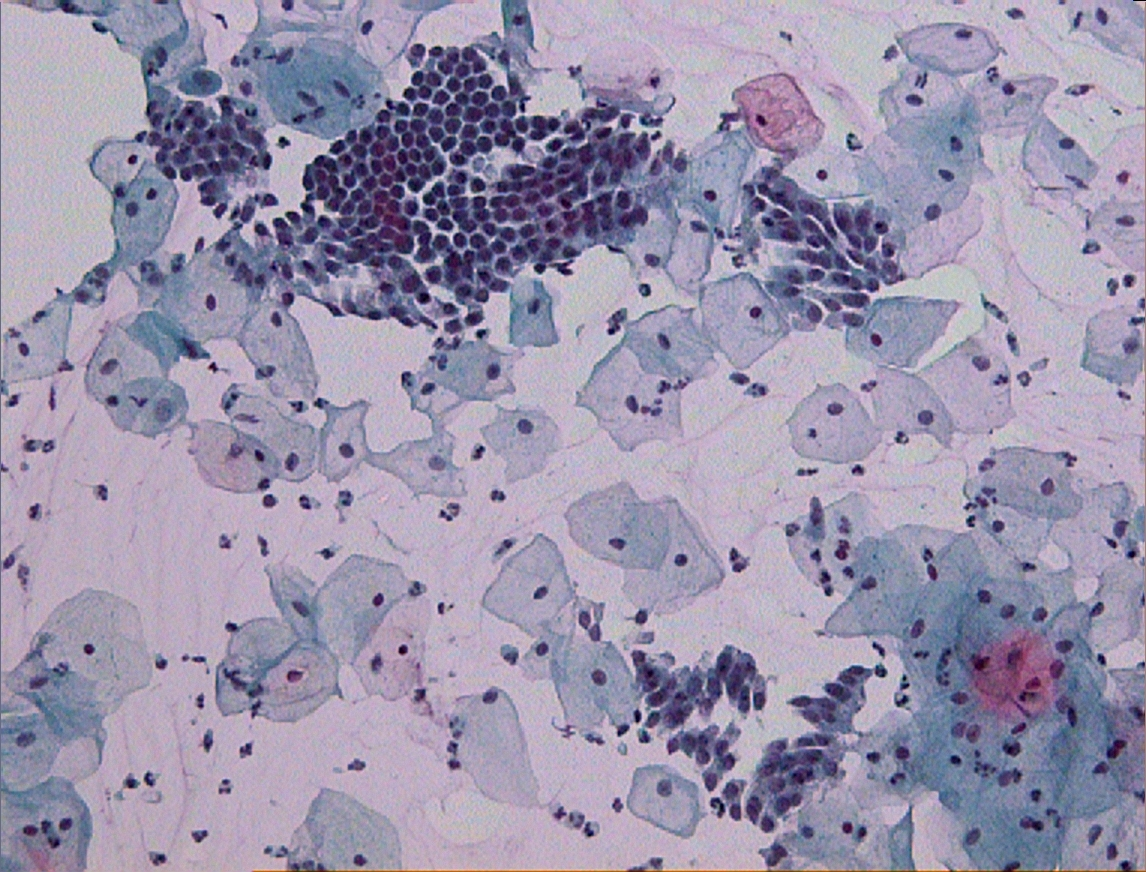
Imagem de um Papanicolau normal

O teste de Papanicolau é um exame ginecológico de citologia cervical realizado como prevenção ao câncer do colo do útero.
Seu nome traz a identidade de seu idealizador, o médico grego Geórgios Papanicolau (1883-1962), considerado o pai da citopatologia. O exame deve ser realizado em todas as mulheres com vida sexual ativa ou não, entre 24 e 69 anos. Após dois exames consecutivos normais (com intervalo de um ano entre eles), o teste de Papanicolau pode ser feito a cada três anos.
Consiste basicamente na coleta de células do colo uterino com uma espátula especial e o material é colocado em uma lâmina e analisado inicialmente ao microscópio por um citotécnico, sendo o resultado necessariamente liberado por um médico citopatologista, haja ou não alguma alteração no exame inicial ao microscópio, ou então diretamente por um citotecnologista (biólogo, biomédico ou farmacêutico) e posteriormente revisto por um médico citopatologista  para emissão do diagnóstico, apenas nos casos positivos. É um exame citológico, examina a morfologia das células da mucosa do colo do útero, analisa alterações nas células cervicais, chamadas de displasia cervical. A displasia que se desenvolve deve-se a uma infecção causada pelo vírus que se designa papiloma vírus humano (HPV). Este vírus altera de tal forma as células que se podem formar tumores benignos ou mesmo malignos. Duas vacinas já são oferecidas, em clínicas particulares, na maior parte da América Latina, EUA e Europa. No Brasil, desde 2014, a vacina tetravalente (contra quatro tipos de vírus) é oferecida na rede pública para meninas entre 9 e 14 anos e, desde 2017, para meninos de 12 a 13 anos.
Em Portugal, a vacina já faz parte do Plano Nacional de vacinação, sendo fornecido a todas as crianças do sexo feminino quando atingem os 13 anos. A vacina é do tipo quadrivalente (tipos 6,11,16 e 18), abrangendo os isótopos HPV alto risco para cancro cervical. O exame de Papanicolau também pode diagnosticar infecções sexualmente transmissíveis ou o condiloma, uma afecção que pode levar a uma doença maligna.
O teste na maioria das vezes é um exame de triagem. Desta maneira nem sempre define diagnósticos definitivos, mas levanta suspeitas. Nestes casos, é necessária a confirmação por outros métodos.
O exame citológico é simples, normalmente indolor e é oferecido gratuitamente pelo sistema público de saúde brasileiro em qualquer unidade básica do Sistema Único de Saúde (SUS) e também em todas as faculdades de Medicina do Brasil, porém algumas mulheres ainda deixam de se submeter por medo, desinformação ou vergonha.